# Rogwołodowicze
Rogwołodowicze, Rahwałodowicze (białorus. Рагвалодавічы) albo Iziasławicze (białorus. Ізяславічы) – funkcjonująca w białoruskiej historiografii nazwa połockiej linii Rurykowiczów, wywodzącej się od Iziasława, syna Włodzimierza Wielkiego i księżniczki połockiej Rognedy, który od 987 roku z ramienia ojca, rządził księstwem połockim.
Nazwa dynastii wywodzi się od imienia księcia połockiego i dziada Iziasława – Rogwołoda, który rządził Księstwem Połockim w połowie X wieku. Odrębna nazwa ma podkreślać niezależną politykę książąt połockich, dość skutecznie emancypujących się od zwierzchności Kijowa. W historiografii białoruskiej Księstwo Połockie uważane jest za pierwszy etap państwowości białoruskiej, wobec czego chętnie podkreślane są wszelkie przejawy jego niezależności.